# Dušan Galis
Dušan Galis (* 24. November 1949 in Ružomberok, Tschechoslowakei) ist ein slowakischer Fußballtrainer und Politiker sowie ehemaliger tschechoslowakischer Fußball-Nationalspieler. Im Jahr 2006 wurde er für die Partei SMER ins slowakische Parlament gewählt.

## Sportliche Karriere
Dušan Galis, auf den Namen Peter Galis getauft, spielte in seiner Jugend für Dynamo Dolný Kubín. Mit 20 Jahren wechselte der Stürmer zu Strojárne Martin in die 3. Liga, die Mannschaft stieg 1971 in die 2. Tschechoslowakische Liga auf. 1972 wechselte Galis zu VSS Košice in die 1. Liga und wurde in der Saison 1975/76 mit 21 Treffern Torschützenkönig.
In dieser Saison wurde er zum ersten Mal in die Tschechoslowakische Fußballnationalmannschaft berufen. In seinem dritten von insgesamt acht Länderspielen schoss er sein einziges Tor. Es handelte sich um das 2:1 gegen England, das der Tschechoslowakei erst die Teilnahme an der Europameisterschaft 1976 ermöglichte, die sie, mit Galis im Kader, gewann. 
1977 wechselte Galis zu Slovan Bratislava, wo er bis 1981 blieb. Anschließend wechselte er zum FC Cádiz, kehrte aber schon nach einem Jahr in die Tschechoslowakei zurück und schloss sich ZVL Žilina an. 1982/83 spielte er für den belgischen Verein KSC Hasselt, 1983/84 für ZŤS Petržalka. Anschließend beendete er seine Karriere.
Galis' Trainerkarriere begann 1990, als Slovan Bratislava einen Nachfolger für Jozef Jankech suchte. In die engere Auswahl kamen zwei Neulinge, Ján Medviď und Dušan Galis. Der neunköpfige Rat entschied sich mit 5:4 Stimmen für Galis. Das Vertrauen in den jungen Trainer machte sich bezahlt, 1992 durchbrach Slovan die Dominanz Sparta Prags und gewann die Tschechoslowakische Meisterschaft. Auch in der slowakischen Liga war Galis erfolgreich: Slovan gewann den Titel 1994, 1995 und 1996. Zudem gewann die Mannschaft 1994 und 1997 den Slowakischen Pokal.
1997 wechselte Galis zu Spartak Trnava und gewann dort in seiner ersten Saison den Slowakischen Pokal. Anfang 1999 wurde er Trainer der Slowakischen Nationalmannschaft, kündigte aber seinen Rücktritt für den Fall an, dass František Laurinec Verbandspräsident werden sollte. Nachdem Laurinec zum Präsidenten des SFZ gewählt worden war, trat Galis von seinem Amt zurück, ohne mit der Mannschaft ein einziges Spiel absolviert zu haben. Im Anschluss wechselte Dušan Galis zu Omonia Nikosia, kehrte aber schon 2000 in die Slowakei zurück und übernahm Artmedia Bratislava.
Im November 2003 wurde er erneut zum Trainer der Slowakischen Fußballnationalmannschaft bestimmt und willigte ein, obwohl Laurinec noch immer Verbandspräsident war. Er führte die Mannschaft bis in die Relegation zur Weltmeisterschaft 2006, in der sie allerdings an Spanien scheiterte.
Die Qualifikation zur Europameisterschaft 2008 begann wenig erfolgreich. Schon nach der 0:3-Heimniederlage gegen Tschechien im September hatten slowakische Medien und viele Fans einen Trainerwechsel gefordert. Die Spieler hatten Galis aber bis zuletzt unterstützt. Nach dem 1:4-Debakel im EM-Qualifikationsspiel in Bratislava gegen Deutschland ist Galis als Trainer der Slowakischen Fußball-Nationalteams zurückgetreten. Er erklärte, er wolle künftig seiner politischen Karriere mehr Zeit widmen.

## Politische Karriere
Im Jahr 2005 wurde Galis als Abgeordneter ins Kommunalparlament des Großkreises Bratislava gewählt, er hatte im Kreis 3 für eine Koalition von HZD, SF und SMER kandidiert. Im Juni 2006 wurde er für SMER ins Parlament der Slowakischen Republik gewählt. Gegner weisen darauf hin, dass sich in den Akten der früheren tschechoslowakischen Staatssicherheit unter der Registriernummer 29068 ein Eintrag eines inoffiziellen Mitarbeiters mit dem Namen Dušan Galis und dem Geburtsdatum 24. November 1949 befindet, der als inoffizieller Mitarbeiter unter dem Decknamen Rene geführt wurde.